# Mutantova kći
Mutantova kći je sveska Zagora objavljena u svesci #188. u izdanju Veselog četvrtka. Na kioscima u Srbiji se pojavila 30. juna 2022. Koštala je 350 din (2,9 €; 3,2 $). Imala je 94 strane.

## Originalna epizoda
Originalna sveska pod nazivom La figlia del mutante objavljena je premijerno u #656. regularne edicije Zagora u izdanju Bonelija u Italiji 3. marta 2020. Epizodu su nacrtali braća Esposito, a scenario napisao Moreno Buratini. Naslovnu stranu je nacrtao Alesandro Pičineli. Cena sveske za evropsko tržište iznosila je 4,4 €. 

## Kratak sadržaj
Na putu ka Plezent Pointu, Sofi (ćerka Rendala Mutanta), ubija dvojicu drvoseča. Zagor i Čiko, za to vreme, zajedno sa doktorom Barimanom pokušavaju bezuspešno da je pronađu sve dok Zagor ne zaključi da Sofi traži njega da bi mu se osvetila za ono što je Zagor uradio njenom ocu. Sofi je već stigla u Plezent Point gde se raspituje za Zagorovo prebivalište i mentalnim moćima nagoni još jednog nedužnog čoveka da izvrši samoubistvo. Na prelazu Vinter Krik, Zagor spašava gospođicu Kloi, koja ih je sve vreme pratila. U razgovoru s njom, ona priznaje da radi za bazu „Drugde“, te da ih prati da bi pronašla Sofi i onesposobi je.

## Prethodno pojavljivanje Rendala Mutanta
Rendal Mutant se prethodno pojavio u Zlatnoj seriji #724-726, koji su izašli u bivšoj Jugoslaviji 1984. i 1985. godine. (Ove epizode reprizirane su u ediciji Odabrane priče #8. pod nazivom Zaseda mutanata 2010. godine). Nastavak je objavljen u brojevima #28-30 u izdanju Veselog četvrtka 2010. godine.

## Prethodna i naredna epizoda
Prethodna sveska Zagora nosila je naslov Licem u lice (#187), a naredna Ubistveni um (#189).